# Hermann Müller
Hermann Müller (ur. 18 maja 1876 w Mannheimie, zm. 20 marca 1931 w Berlinie) – polityk niemiecki (SPD), w latach 1919–1920 minister spraw zagranicznych Republiki Weimarskiej i dwukrotnie (1920, 1928-1930) kanclerz Rzeszy.
Podczas pełnienia urzędu ministra spraw zagranicznych był jednym z niemieckich sygnatariuszy Traktatu Wersalskiego (1919). W trakcie pełnienia urzędu kanclerza w roku 1920 występował przeciw Francji z oskarżeniem o rasizm – władze francuskie wykorzystały żołnierzy senegalskich do okupacji Frankfurtu.
Drugi rząd Hermanna Müllera (1928-1930) był ostatnim gabinetem w Republice Weimarskiej, posiadającym większość parlamentarną w Reichstagu. „Wielka koalicja” rozpadła się na skutek sporu pomiędzy socjaldemokratami a Niemiecką Partią Ludową o wysokość składki ubezpieczenia od bezrobocia przy tworzeniu budżetu 1930/1931 w sytuacji rozpoczynającego się wielkiego kryzysu. Władze SPD zdecydowały o zerwaniu koalicji. Müller zdecydowanie sprzeciwiał się decyzji partii o wystąpieniu z gabinetu, został jednak pozbawiony władzy. Decyzja SPD oznaczała przedterminowe wybory, w których po raz pierwszy znaczący wynik wyborczy uzyskała NSDAP. W konsekwencji wyborów 1930 i ukształtowanego nimi układu sił politycznych w Reichstagu kolejne rządy Republiki Weimarskiej (rząd Brüninga, von Papena i von Schleichera) były rządami pozaparlamentarnymi opartymi na zaufaniu prezydenta Hindenburga. Doprowadziło to w konsekwencji do objęcia 30 stycznia 1933 urzędu kanclerza Rzeszy przez Adolfa Hitlera, przejęcia władzy przez NSDAP i upadku Republiki Weimarskiej.
Hermann Müller zmarł w rok po upadku rządu koalicyjnego po nieudanej operacji pęcherzyka żółciowego. Jego śmierć była poważnym ciosem dla SPD. Został pochowany w Zentralfriedhof Friedrichsfelde.

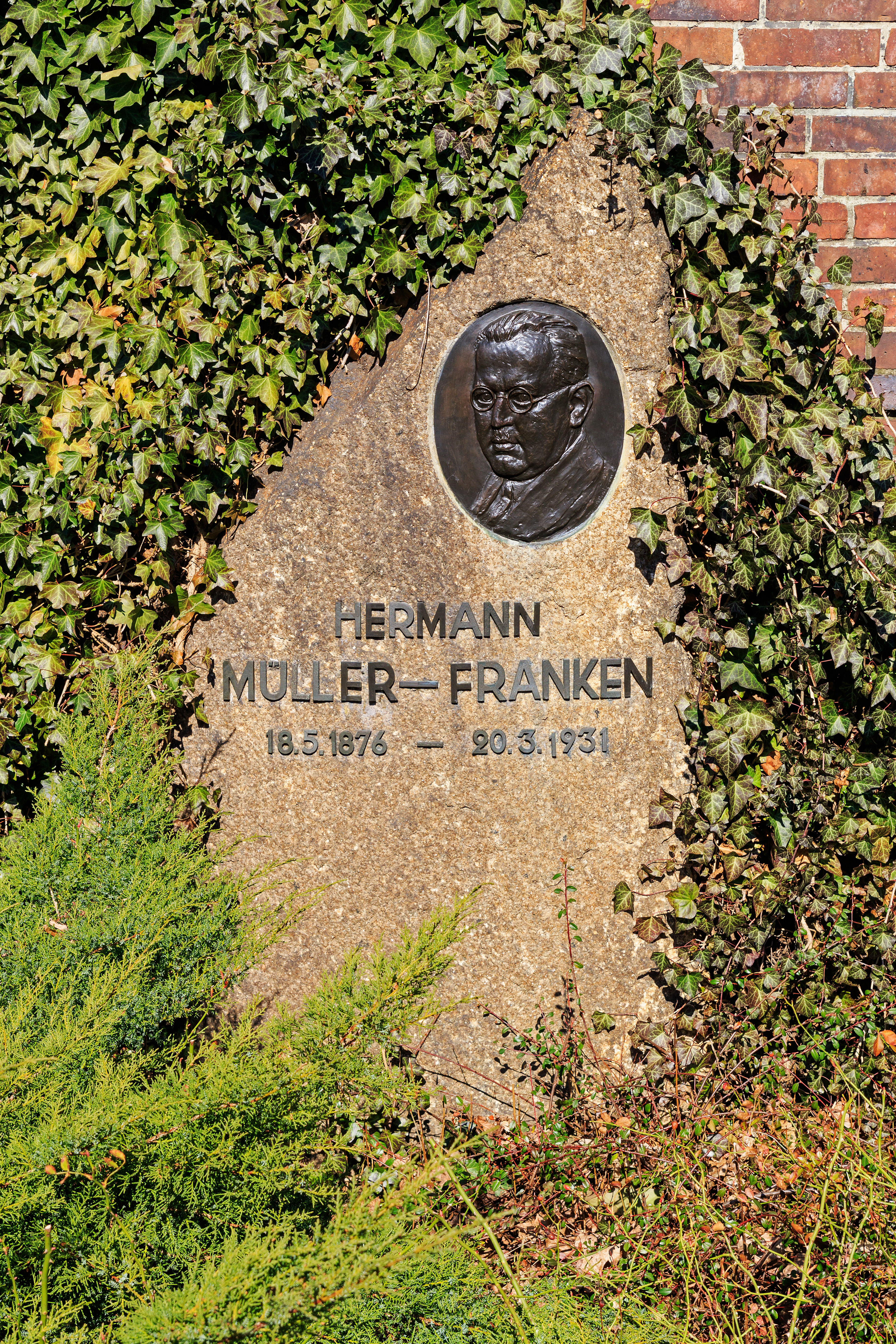
Grób Hermanna Müllera

Ojciec Müllera był wytwórcą szampanów. W roku 1902 Müller poślubił Friedę Tockus. Małżeństwo doczekało się jednej córki, Annemarie. Żona Müllera zmarła w roku 1905 wskutek komplikacji poporodowych. Müller ożenił się ponownie w roku 1909. Z drugiego małżeństwa pochodziła córka Erika.

## Pierwszy rząd Hermanna Müllera(marzec 1920-czerwiec 1920)
- Hermann Müller (SPD) – kanclerz i minister spraw zagranicznych
- Erich Koch-Weser (DDP) – wicekanclerz i minister spraw wewnętrznych
- Andreas Blunck (DDP) – minister sprawiedliwości
- Joseph Wirth (Centrum) – minister finansów
- Robert Schmidt (SPD) – minister gospodarki
- Andreas Hermes (Centrum) – minister wyżywienia
- Alexander Schlicke (SPD) – minister pracy
- Otto Geßler (DDP) – minister Reichswehr
- Johannes Bell (Centrum) – minister transportu
- Johannes Giesberts (Centrum) – minister poczty
- Gustav Bauer (SPD) – minister skarbu
- Eduard David (SPD) – minister bez teki

Zmiany gabinetowe:
10 kwietnia 1920 roku – Adolf Köster (SPD) zastąpił Müllera na urzędzie ministra spraw zagranicznych. Müller zachował stanowisko kanclerza
1 maja 1920 – Gustav Bauer zastąpił Bella na urzędzie ministra transportu. Bauer pozostał jednocześnie na stanowisku ministra skarbu

## Drugi rząd Hermanna Müllera(czerwiec 1928 – marzec 1930)

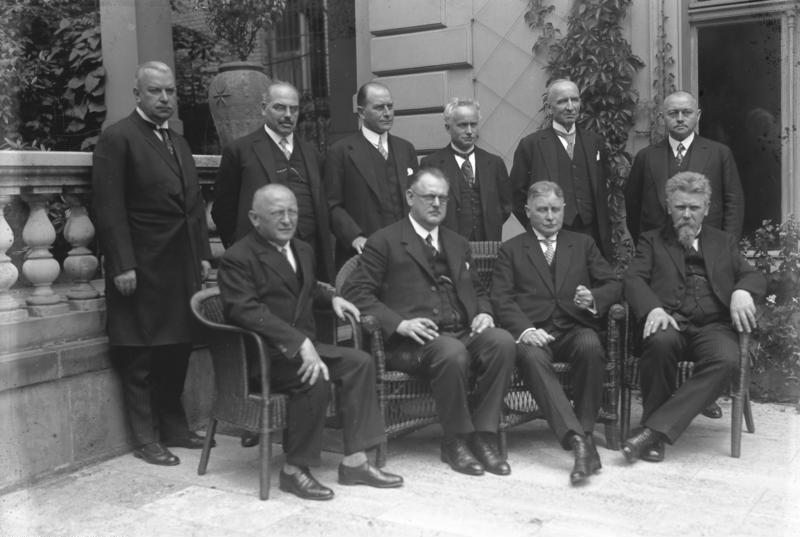
Drugi gabinet Müllera

- Hermann Müller (SPD) – kanclerz Rzeszy
- Gustav Stresemann (DVP) – minister spraw zagranicznych
- Carl Severing (SPD) – minister spraw wewnętrznych
- Erich Koch-Weser (DDP) – minister sprawiedliwości
- Rudolf Hilferding (SPD) – minister finansów
- Julius Curtius (DVP) – minister gospodarki
- Hermann Dietrich (DDP) – minister wyżywienia
- Rudolf Wissell (SPD) – minister pracy
- Wilhelm Groener – minister Reichswehr
- Theodor von Guérard (Centrum) – minister transportu oraz terytoriów okupowanych
- Georg Schätzel (DVP) – minister poczty

Zmiany gabinetowe:
- 6 lutego 1929 – Schätzel zastąpił Guérarda na stanowisku ministra transportu, pozostając jednocześnie na stanowisku ministra poczty. Severing zastąpił Guérarda na stanowisku ministra ds. terytoriów okupowanych, pozostając jednocześnie na stanowisku ministra spraw wewnętrznych
- 13 kwietnia 1929 – Von Guérard zastąpił Kocha-Wesera na stanowisku ministra sprawiedliwości. Adam Stegerwald zastąpił Schätzela na stanowisku ministra transportu. Schätzel nadal pełnił funkcję ministra poczty. Joseph Wirth zastąpił Severinga na stanowisku ministra ds. terytoriów okupowanych. Severing utrzymał urząd ministra spraw wewnętrznych
- 3 października 1929 – śmierć Stresemanna. Curtius objął po nim urząd ministra spraw zagranicznych
- 11 listopada 1929 – Paul Moldenhauer zastąpił Curtiusa na stanowisku ministra gospodarki. Curtius pozostał nadal ministrem spraw zagranicznych
- 21 grudnia 1929 – Hilferding zrezygnował z urzędu ministra finansów
- 23 grudnia 1929 – nominacja Moldenhauera na ministra finansów. Na stanowisku ministra gospodarki zastąpił go Robert Schmidt.